# Андреев (Заветинский район)
Андре́ев — хутор в Заветинском районе Ростовской области России.
Входит в состав Кичкинского сельского поселения.

## История
Дата основания не установлена. Предположительно основан в начале XX века. Согласно Памятной книжке Астраханской губернии на 1914 год хутор Андреев относился к Заветнинской волости Черноярского уезда Астраханской губернии, в хуторе имелось 57 200 дворов, проживало 190 душ мужского и 150 женского пола.
В 1920 года хутор, как и другие населённые пункты западной части Черноярского уезда, был включен в состав Калмыцкой автономной области, в 1925 году передан в состав Сальского округа Северо-Кавказского края.
Согласно переписи населения 1926 года в хуторе Андреев Кичкинского сельсовета проживало 367 человек, из них великороссов - 184, украинцев - 175.

## Физико-географическая характеристика
Село расположено в сухих степях в пределах западной покатости Ергенинской возвышенности, относящейся к Восточно-Европейской равнине, на реке Амта (большая часть хутора расположена на левом берегу реки), между селом Кичкино и административной границей с Республикой Калмыкия, на высоте около 95 метров над уровнем моря. Рельеф местности холмисто-равнинный. Почвы светло-каштановые солонцеватые и солончаковые.
По автомобильным дорогам расстояние до областного центра города Ростов-на-Дону - 450 км, до районного центра села Заветное - 24 км, до административного центра сельского поселения села Кичкино - 9 км.
Для села, как и для всего Заветинского района характерен континентальный, засушливый климат, с жарким летом и относительно холодной и малоснежной зимой (согласно классификации климатов Кёппена - Dfa).  
Часовой пояс
Андреев, как и вся Ростовская область, находится в часовой зоне МСК (московское время). Смещение применяемого времени относительно UTC составляет +3:00.

## Население
Динамика численности населения
| 2002 |
| ---- |
| 271  |

| 1914 | 1926 | 2010 |
| ---- | ---- | ---- |
| 340  | ↗367 | ↘243 |

## Улицы
- ул. Вертолетная,
- проезд Восточный,
- ул. Северная,
- ул. Центральная.